# Чечітка біла
Чечі́тка бі́ла (Acanthis hornemanni) — співочий птах родини  в'юркових ряду Горобцеподібних. Гніздиться на півночі Євразії і Північної Америки. Вид є частковим мігрантом — багато птахів на зимівлю залишається в місцях гніздування, частина мігрує на невеликі відстані, деякі долають тисячі кілометрів, мандруючи разом із звичайними чечітками. В Україні рідкісний зимуючий вид.

## Опис

### Морфологічні ознаки

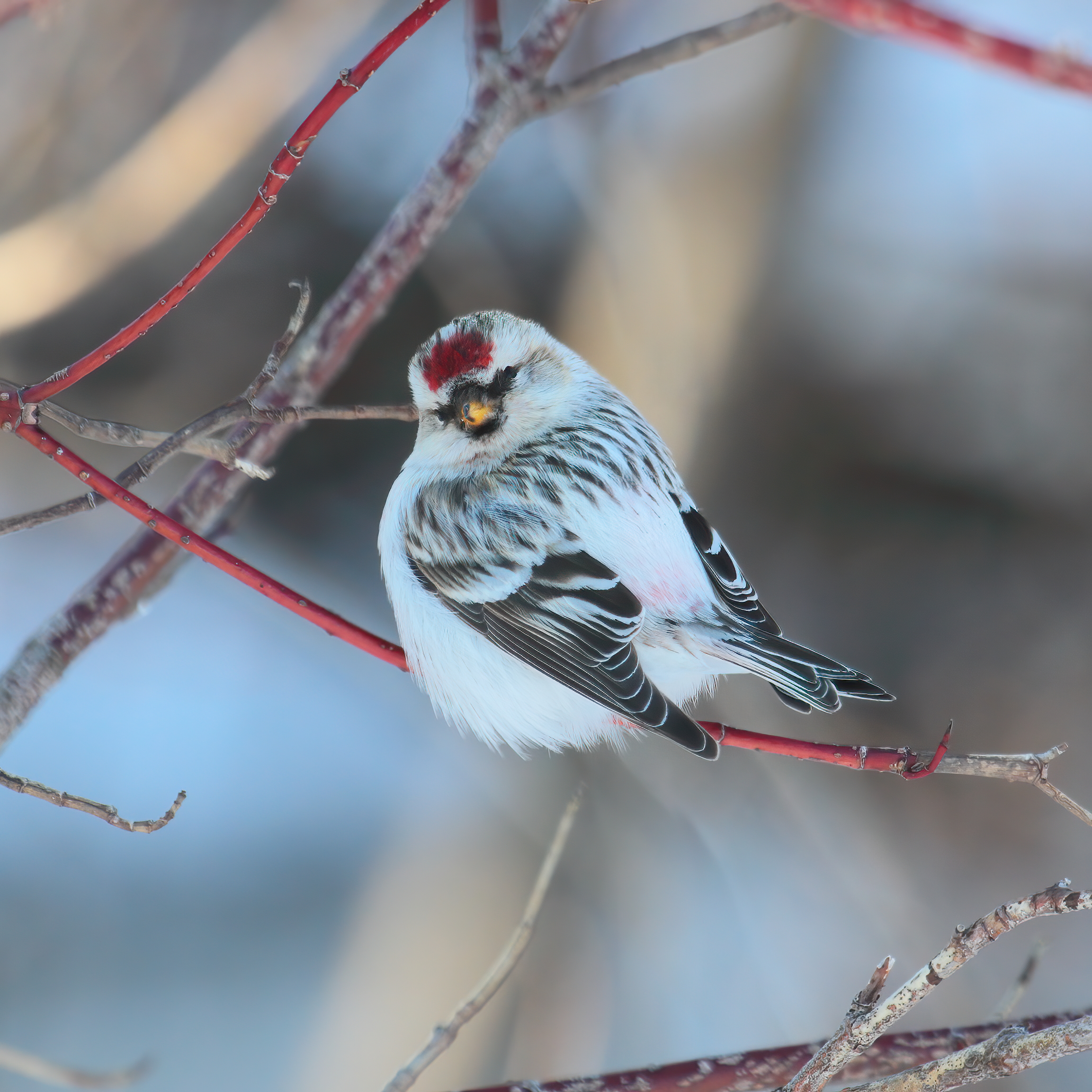
У чечітки білої, на відміну від чечітки звичайноЇ, білі поперек і надхвістя

Птах менший за горобця. Маса тіла 12—15 г, довжина тіла біля 14 см, розмах крил — 20–24 см. Дорослий самець зверху білуватий, з темною строкатістю; на сірувато-чорних покривних перах крила дві вузькі білуваті смуги; поперек і надхвістя білі, на надхвісті слабкий рожевий відтінок; лоб і передня частина тім'я рожево-червоні; підборіддя і вуздечка темно-бурі; горло, щоки спереду і воло світло-рожеві; решта низу біла; махові і стернові пера темно-бурі, зі світлою облямівкою; дзьоб жовтий; ноги темно-бурі. У дорослої самки рожевий колір лише на лобі; на волі і боках тулуба темні риски. Молодий птах схожий на дорослу самку, але без рожевого кольору.
Від звичайної чечітки відрізняється значно світлішим забарвленням верху і низу, а також відсутністю строкатості на попереку і надхвісті.
Інколи утворює гібриди із звичайною чечіткою, які у вбранні можуть поєднувати ознаки обох видів.

### Звуки
Мелодійне «чіт — чіт — чіт», дещо повільніше, ніж у звичайної чечітки.

## Поширення та таксономія
Ареал чечітки білої ципкумполярний — охоплює північні частини Північної Америки та Азії. Гніздиться у тундрі, а також у лісотундрі; головним чином у березових насадженнях. Зимує по всій Скандинавії та Прибалтиці, окремі особини трапляються в Ісландії, Великій Британії та Центральній Європі. Осіння міграція відбувається головним чином у листопаді, весняна — протягом березня — квітня.
Утворює два підвиди:
- A. h. hornemanni — Ґренландія та прилеглі частини Канади;
- A. h. exilipes — тундра Північної Америки та Євразії. Птахи цього підвиду відрізняються більш дрібними розмірами та більш темним забарвленням.

## Чисельність
Чисельність в Європі оцінена в 84—180 тис. пар. У цілому вона стабільна, хоча в різні роки може суттєво коливатись.

## Гніздування

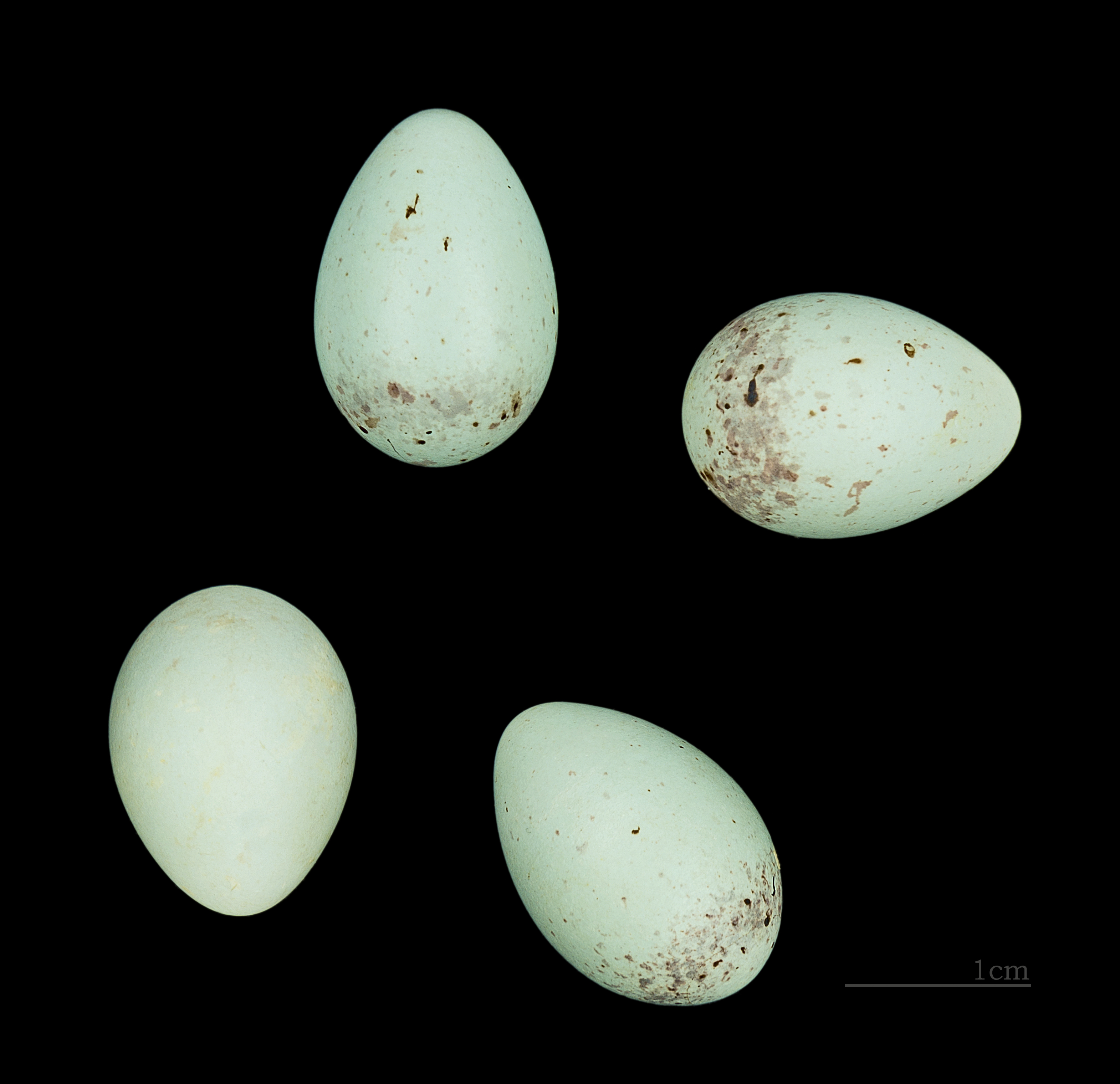
Кладка в оологічній колекції

Гніздовий період триває протягом травня — липня. Побудова гнізд розпочинається наприкінці травня. Гніздо будують на карликових березах та невеликих шільних кущах, рідко — на землі. Розміщують зазвичай біля головного стовбура на висоті 1-2 м. Будівельний матеріал — це стебла трави і гілочки, іноді корінці, в зовнішні стінки вплітаються шматочки березової кори; іноді гніздо будують майже виключно з рослинного пуху, а верхній край його обплітається стебельцями. Для вистилки гнізда використовують собачу шерсть, оленячий волос, пір'я білої куріпки, іноді вистилка робиться з рослинного пуху. У повній кладці 4—6 яєць (інколи 3—7) блідо-блакитного кольору з червонуватими крапками навколо тупого кінця. Насиджує самка, вилуплення відбувається через 10—12 діб, ще через 9—14 діб пташенята залишають гніздо.

## Живлення
Основою раціону чечітки білої є насіння вільхи та берези; крім того, птахи збирають на землі насіння злакових. У селищах навесні чечітки живляться покидьками на смітниках. Під час кочівель поїдають насіння деревних порід (переважно, берези) і високих бур'янів.

## Охорона
Занесена до Додатку ІІ Бернської конвенції.